# 列姆奇齊
*51°24′39″N 26°30′36″E / 51.41083°N 26.51000°E

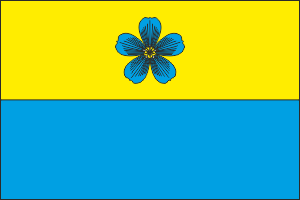
列姆奇齐的纹章

列姆奇齊（烏克蘭語：Ремчиці），是烏克蘭的村落，位於該國西北部羅夫諾州，由薩爾內區負責管轄，始建於1577年，面積1.42平方公里，海拔高度147米，2023年人口900，人口密度每平方公里692.6人。